# Kingston upon Thames (borgo di Londra)
Il Borgo Reale di Kingston upon Thames (Royal Borough of Kingston upon Thames) è un borgo di Londra che si trova nella parte sud-occidentale della città, nella Londra esterna. Il borgo gode del riconoscimento onorifico da parte della Corona britannica.
Venne istituito nel 1965, fondendo i precedenti Metropolitan boroughs di Kingston upon Thames (che aveva il titolo di Royal Borough), di Malden and Coombe e di Surbiton, trasferito a Londra dal Surrey.
Kingston upon Thames è il principale insediamento del borgo reale. Era un'antica città mercantile dove venivano incoronati i Re sassoni ed oggi è un sobborgo della Grande Londra. La città è situata a circa 16 km a sud-ovest di Charing Cross ed è uno dei maggiori centri metropolitani dell'agglomerato londinese.

## Kingston oggi
Kingston ha un'area centrale piena di negozi e boutique ma pochi uffici e palazzi di abitazioni civili. Possiede molti parcheggi, necessari per via dei sensi unici esistenti in tutto il centro. Essa è uno dei maggiori nodi della rete dei trasporti pubblici stradali del Sud-Ovest di Londra ed è collegata con Twickenham, Richmond, Wimbledon e London Waterloo da treni di superficie.

## Distretti del borgo
- Berrylands
- Chessington
- Coombe
- Kingston upon Thames
- Kingston Vale
- Malden Rushett
- Motspur Park
- New Malden
- Norbiton
- Old Malden
- Surbiton
- Tolworth

## Gemellaggio
- Delft